# Oak Forest (Illinois)
Oak Forest város az USA Illinois államában, Cook megyében. Lakosainak száma 27 478 fő (2020. április 1.).

## Népesség
A település népességének változása:

| 2010 | 27 962 |
| 2020 | 27 478 |